# Thriller 25
Thriller 25 é uma edição comemorativa de 25 anos do álbum Thriller do cantor Michael Jackson, que vendeu em todo mundo cerca de 120 milhões de cópias, tornando-se o álbum mais vendido de todos os tempos.
A Edição foi lançada aos 12 de fevereiro de 2008, sob o selo da Epic. A tracklisting seguiu a mesma do álbum original e trouxe uma nova capa holográfica, além de Remixes com participações de Fergie, Akon, Will.I.Am e Kanye West.
Adicionalmente, a gravadora aposta em Edições Limitadas que, além do conteúdo do novo CD, também traz um DVD reunindo os vídeos musicais da época (restaurados digitalmente) e a histórica performance de Michael Jackson no especial de TV Motown 25: Yesterday, Today, Forever;
Michael Jackson, em virtude dessa edição especial de aniversário de Thriller, enviou, através do novo encarte, uma mensagem especial para seus fãs. Além disso, um livreto com 48 páginas coloridas abrigam letras das canções e fotos raras, assinadas por Dick Zimmerman, Matthew Rolston & Harrison Funk. juntando as vendas em 2008 e as vendas depois da morte do cantor o álbum já vendeu mais de 9 milhões - só em 2009,e atualmente,esse número supera +12 milhões de copias.o disco chegou em 5,8 milhões de cópias de acordo com a Billboard(dados na época de 2008).

## Lista de faixas
| N.º | Título                        | Duração |  |
| 1.  | "Wanna Be Startin' Somethin'" | 6:02    |  |
| 2.  | "Baby Be Mine"                | 4:20    |  |
| 3.  | "The Girl Is Mine"            | 3:42    |  |
| 4.  | "Thriller"                    | 5:57    |  |
| 5.  | "Beat It"                     | 4:19    |  |
| 6.  | "Billie Jean"                 | 4:54    |  |
| 7.  | "Human Nature"                | 4:05    |  |
| 8.  | "P.Y.T. (Pretty Young Thing)" | 3:58    |  |
| 9.  | "The Lady in My Life"         | 4:59    |  |

| Faixas bônus em Thriller 25 |                                                          |         |  |
| N.º                         | Título                                                   | Duração |  |
| 10.                         | "Vincent Price Excerpt from Thriller Voice-Over Session" | 0:24    |  |
| 11.                         | "The Girl Is Mine 2008"                                  | 3:11    |  |
| 12.                         | "P.Y.T. (Pretty Young Thing) 2008"                       | 4:17    |  |
| 13.                         | "Wanna Be Startin' Somethin' 2008"                       | 4:11    |  |
| 14.                         | "Beat It 2008"                                           | 4:10    |  |
| 15.                         | "Billie Jean 2008"                                       | 4:34    |  |
| 16.                         | "For All Time"                                           | 4:03    |  |
| 17.                         | "Got the Hots" (edição japonesa)                         | 4:27    |  |